# Phytoecia demeltiana
Espèce
Synonymes
- Helladia demelti Sama, 2003
- Phytoecia demelti (Sama, 2003) nec Breuning, 1973

Phytoecia (Helladia) demeltiana est une espèce de Coléoptères de la famille des Cerambycidae. Il est connu de Turquie.,. Helladia demelti Sama, 2003 ("Asie Mineure, Silifke"), homonyme du premier cycle du secondaire - nom invalide, pas Phytoecia (Coptosia) demelti (Breuning, 1973)
Phytoecia (Coptosia) demelti (Breuning, 1973) a été décrite comme Conizonia Fairmaire, 1864, bien qu'elle soit maintenant généralement acceptée comme Phytoecia (Coptosia). Phytoecia (Helladia) demelti Sama, 2003 a été décrite comme Helladia Fairmaire, 1864, bien qu'elle soit maintenant généralement acceptée comme Phytoecia (Helladia), donc Helladia demelti Sama, 2003 est un homonyme du premier cycle du secondaire.

## Publication originale
- (en) M.A. Lazarev, « Several taxonomical remarks on Palaearctic Cerambycidae (Coleoptera) with two new names and two new taxa », Humanity space. International almanac, Russie, vol. 8,‎ juin 2016, p. 12-17 (ISSN 2226-0773, DOI 10.24412/FhVW7saocmI, lire en ligne, consulté le 19 juillet 2024).